# Phractocephalus
A Phractocephalus a sugarasúszójú halak (Actinopterygii) osztályának harcsaalakúak (Siluriformes) rendjébe, ezen belül a Pimelodidae családjába tartozó nem.

## Rendszerezés
A nembe az alábbi 1 élő faj és legalább 3 fosszilis faj tartozik:
- Phractocephalus hemioliopterus (Bloch & Schneider, 1801) - típusfaj
- †Phractocephalus acreornatus Aguilera et al., 2008
- †Phractocephalus ivy Azpelicueta & Cione, 2016
- †Phractocephalus nassi Lundberg & Aguilera, 2003